# Cryptophagus dorsalis
Cryptophagus dorsalis là một loài bọ cánh cứng trong họ Cryptophagidae. Loài này được C.R.Sahlberg miêu tả khoa học năm 1834.